# 2-アダマンタノン
2-アダマンタノン (2-adamantanone) は10個の炭素がダイヤモンドの構造と同様に配置されているアダマンタンの1つの2級炭素に酸素が結合してケトンとなった化合物である。化学式は C10H14O、分子量は 150.22。CAS登録番号は [700-58-3]。

## 性質と合成
アダマンタン骨格特有の昇華性、耐薬品性などを有する。工業的にはアダマンタンを硫酸酸化することによって合成される。本法では多量の酸性汚泥を副生するため環境負荷が高い。反応機構は以下のように提案されている。まずアダマンタンが酸化されて3級のカルボカチオンが生成する。1,2-ヒドリドシフトによって2級のカルボカチオンが生成したのち、逐次的に酸化を受けることで2-アダマンタノンが生成する。

## 新規合成法の研究
アダマンタンは3級C−H結合の均一開裂エネルギーが相対的に低く (389 kJ/mol)、3級C−H結合が酸化された1-アダマンタノールを選択的に得る方法は多数報告されている。例えばジメチルジオキシランを酸化剤に用いれば選択率良く1-アダマンタノールを得ることができる。しかし一方で2級C−H結合の選択的酸化は極めて困難（一般に選択率20%程度以下）であり、選択的酸化の報告例はわずかである。
1つはデレック・バートンらによる Gif系を用いた酸化反応である。Gif系では見かけ2級酸化の選択性が高いが、しかし実際には3級酸化生成物が溶媒の一成分であるピリジンと反応した副生成物となっているためと考えられており、高い収率は得られない。
また フェントン反応によりヒドロキシルラジカルを生成させ酸化反応を行うと、強力な酸化力のためほぼランダムに酸化が進行し、C−H結合の数が多い2級が酸化される割合が高くなる。
水野らは鉄2核ポリオキソメタレート触媒が高い2級選択性を示すことを報告している。過酸化水素を酸化剤に用いて反応温度32℃で96時間反応させたところ、アダマンタン転化率は42%となり、80%の選択性で2級酸化生成物が生成したと述べている。
山中らは EuCl3-TiO(acac)2-Pt/SiO2 触媒により、水素/酸素(3:1、合計1気圧)混合ガスを酸化剤として、40°Cで1時間反応させたところ、アダマンタン転化率は25%となり、約50%の選択性で2級酸化生成物が得られたと報告している。

## 用途
アダマンタン骨格はArFエキシマレーザーに対し高い透明性を有し、また優れたドライエッチング耐性を示すため、その誘導体はフォトレジストとして用いられる。特に2-アダマンタノンが原料として重要である。